# Rete clandestina di Assisi
La Rete clandestina di Assisi fu un'organizzazione segreta italiana, costituita principalmente dal clero cattolico, per proteggere gli ebrei durante l'occupazione nazista. Le chiese, i monasteri e i conventi di Assisi rappresentarono un rifugio sicuro per centinaia di ebrei.

## Storia
Lo storico dell'Olocausto Martin Gilbert attribuisce alla Rete clandestina di Assisi, fondata dal vescovo Giuseppe Placido Nicolini e da padre Rufino Nicacci, il merito di aver salvato 300 ebrei.
Quando i nazisti iniziarono le uccisioni, monsignor Nicolini, vescovo di Assisi, su disposizione del monsignor Montini ordinò a padre Aldo Brunacci di condurre un'operazione di soccorso utilizzando come rifugi i 26 monasteri e conventi e fornendo documenti di riconoscimento falsi. Tra coloro che furono aiutati da Nicolini ci furono le famiglie Baruch, Viterbi e Kropf.
Gli ebrei venivano nascosti nelle strutture normalmente chiuse agli estranei secondo i regolamenti monastici papali. Il "Comitato di assistenza" trasformò Assisi in un luogo sicuro per molti ebrei e fornì assistenza alle persone di passaggio verso altre località sicure. Il rispetto per le pratiche religiose ebraiche fu tale che nel 1943 Assisi vide celebrato lo Yom Kippur, con le suore che preparavano il pasto per concludere il digiuno.

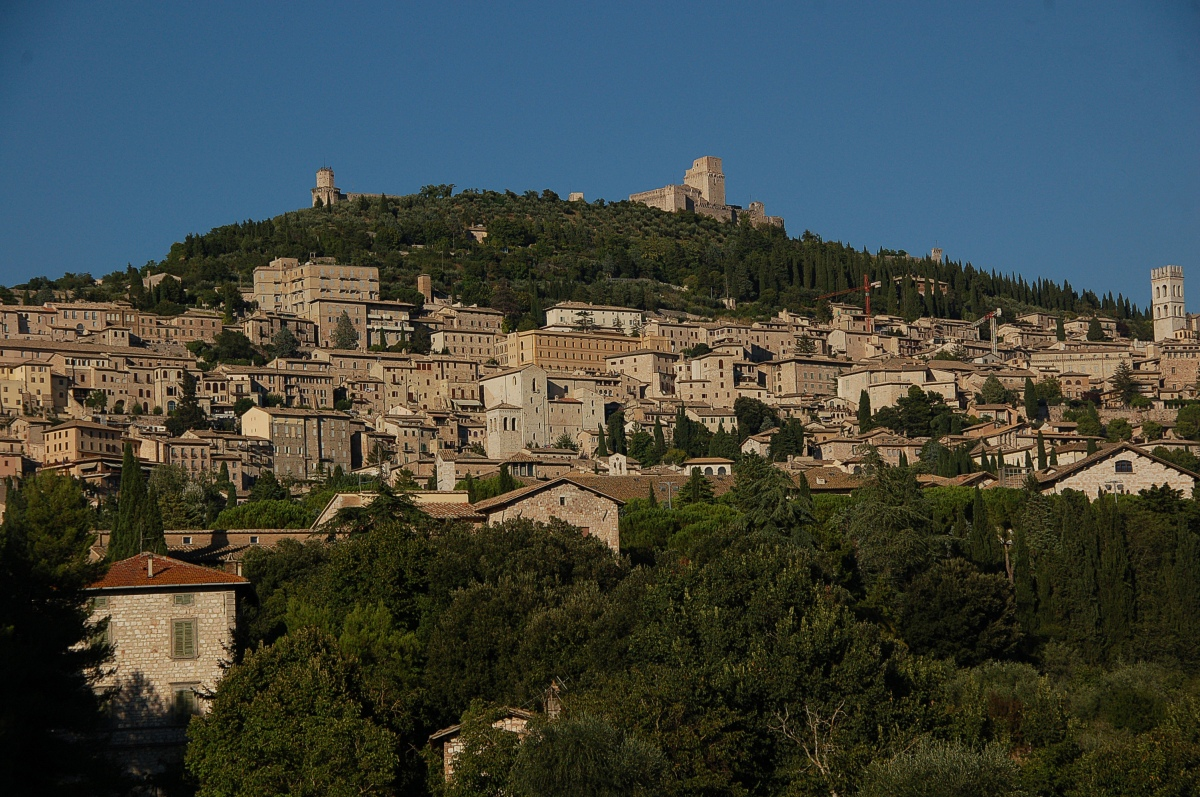
Assisi è la patria di Francesco di Bernardone (San Francesco d'Assisi), fondatore degli Ordini Francescani e di Santa Chiara.

Le attività della rete furono il tema di un libro del 1978 e di un film del 1985, Assisi Underground, diretto da Alexander Ramati con Ben Cross e James Mason nella parte del vescovo Nicolini.
Assisi fu liberata il 16 giugno 1944.

## Giusti tra le nazioni: padre Aldo Brunacci
Padre Aldo Brunacci, canonico della cattedrale di San Rufino, fu a capo del Comitato di assistenza. Nella sua enorme biblioteca insegnava latino a diverse persone, tra cui Mira Baruch, il che le permise di riprendere gli studi dopo la guerra.
Il 15 maggio 1944 Brunacci fu arrestato dal capo della provincia di Perugia Armando Rocchi, che sospettava il suo coinvolgimento nelle missioni di soccorso. Per intervento del vescovo di Assisi fu liberato, ma costretto a lasciare Assisi.
Fu riconosciuto come Giusto tra le nazioni da Yad Vashem nel 1977.

### Citazioni
- "Dio è nostro padre e siamo tutti fratelli e sorelle".
- "Ci sono momenti nella vita di tutti in cui è facile confondere la prudenza con una vita tranquilla; ci sono momenti in cui è richiesto l'eroismo. Monsignor Nicolini ha intrapreso la via dell'eroismo".

## Famiglia Viterbi
La famiglia Viterbi poté vivere apertamente grazie alle false carte d'identità fornite da Brizi. Si registrarono come residenti a Lecce, già liberata dagli americani, impedendo così ai nazisti di verificare la validità dei documenti.
Il nome di Grazia Viterbi fu cambiato in Graziella Vitelli. Tuttavia, anche con i documenti falsi e domicilio sicuro, la famiglia aveva un costante timore di essere catturata dai nazisti. Per non essere colta in fallo in caso di cattura, Grazia si documentò sulla città di Lecce presso la biblioteca di Assisi.